# Lepidostromatales
Lepidostromatales es un orden de hongos de la clase Agaricomycetes. Es el único orden conocido de hongos basidiomicetos compuesto enteramente por líquenes y crecen en suelos de regiones tropicales de África y América. Morfológicamente, los cuerpos fructíferos de todas las especies son clavarioides. Se conocen seis especies, cinco de las cuales se describieron en el lapso de 2007 a 2013. Debido a su similitud morfológica con el género Multiclavula, su posición filogenética aislada (distinta de todos los demás órdenes basados en datos moleculares) no se entendió hasta hace muy poco tiempo. Los fotobiontes que se han encontrado en asociación con miembros de este grupo no se sabe que se asocien con ningún otro tipo de hongo liquenizado.

## Taxonomía
Los miembros de Lepidostromatales se parecen mucho a las especies de Multiclavula porque estos grupos comparten una combinación de cuerpos fructíferos clavarioides y talos liquenizados. La primera especie descrita en el orden se describió originalmente en el género Clavaria debido al cuerpo fructífero del hongo clavarioide, y luego se transfirió a Multiclavula (Cantharellales) debido al talo liquenizado. El grupo fue reconocido por primera vez como distinto debido a las pequeñas escamas (estructuras similares a escamas) que forman el talo, y como resultado se creó el género Lepidostroma. Con la adición de otras dos especies escamosas descubiertas en el África tropical, esta separación no fue aceptada y Multiclavula se modificó nuevamente para incluir especies con talos escamosos. Sin embargo, los análisis filogenéticos moleculares finalmente confirmaron a Lepidostroma como un linaje distinto, Lepidostromataceae, no relacionado con Multiclavula. El reciente descubrimiento de otras tres especies (para un total de seis especies), creó una oportunidad para una investigación filogenética más profunda, que confirmó el aislamiento de la familia de todos los órdenes descritos. Como resultado, el grupo fue elevado al rango de orden (Lepidostromatales).
Aunque la separación de este grupo de Multiclavula se basó originalmente en el tipo de talo, investigaciones posteriores han demostrado que los miembros del grupo en realidad tienen tres tipos distintos de talo, uno de los cuales ('crustoso-granuloso') coincide con Multiclavula. Sin embargo, el fotobionte de Lepidostromatales es clorococoide en lugar de cocomixoide (que es el tipo que se encuentra en Multiclavula), lo que hace que el tipo de fotobionte sea una característica de diagnóstico razonable para el grupo. Los tres tipos de talo se correlacionan con la división actual del grupo en tres géneros:
- Ertzia
- Lepidostroma
- Sulzbacheromyces